# Scoparia cinereomedia
Scoparia cinereomedia là một loài bướm đêm trong họ Crambidae.